# اندیس بهرام تاج
بهرام تاج یک اندیس فلزی است که در حوالی شهر عقدا استان یزد قرار دارد و مادهٔ معدنی موجود در آن، سرب و روی است.  